# Таємничий потяг
«Таємничий потяг: Зображення Америки в музиці жанру рок-н-рол» (англ. Mystery Train: Images of America in Rock 'N' Roll Music) — документальна книга 1975 року, написана американським письменником Ґрейлом Маркусом. Вона містить критичні есеї, присвячені таким артистам, як Елвіс Преслі, Слай Стоун, Роберт Джонсон та Ренді Ньюман.

## Сприйняття
Френк Річ зробив рецензію на книгу для The Village Voice і написав, що «система координат Маркуса настільки широка, що у нього ніколи не вичерпуються зв'язки, які варто встановити між музикою, яку він любить, і майже всім іншим, що має значення в американському мистецтві та житті». Девід Іцкофф та Алан Лайт у критичному огляді музичних книг 2005 року стверджували, що «“Таємничий потяг” — можливо, найкраща книга, коли-небудь написана про попмузику». Літературний критик New York Times Двайт Ґарнер заявив у 2015 році, що «більшість критиків і серйозних слухачів вважають [“Таємничий потяг”] майже напевно найкращою книгою, коли-небудь написаною про американську музику загалом, і про рок зокрема».
У 2011 році журнал Time обрав її серед «100 найкращих і найвпливовіших [книг], написаних англійською мовою з 1923 року».